# Jaroslav Kurzweil
Jaroslav Kurzweil (7. května 1926 Praha – 17. března 2022) byl český matematik zabývající se především teorií obyčejných diferenciálních rovnic. Objevil po něm pojmenovaný Henstock-Kurzweilův integrál.
Narodil se v rodině úředníka Pražské úvěrní banky. Byl formován zkušeností svého otce Jaroslava, který zakusil první světovou válku na východní frontě jako československý legionář. V letech 1945–1949 vystudoval matematiku na Přírodovědecké fakultě Univerzity Karlovy. V roce 1950 obhájil pod vedením Vojtěcha Jarníka rigorózní práci věnovanou metrické teorii diofantických aproximací (RNDr.). K 1. červenci 1951 nastoupil na aspiranturu do Ústředního matematického ústavu, v roce 1953 začleněného do Matematického ústavu ČSAV, kde ho ovlivnil zejména Eduard Čech.
V roce 1953 se Kurzweil stal první českým aspirantem vyslaným v rámci akademické výměny na zahraniční stáž do Polska. Z polských matematiků ho ovlivnili Kazimierz Kuratowski, Marceli Stark a zejména Władysław Orlicz. Pod jeho vedením se v Poznani věnoval analytickým operacím v Banachových prostorech. Orlicz Kurzweilovi vyjednal možnost prezentovat na jiných polských univerzitách své závěry, které byly posléze publikovány v časopise Studia Mathematica.
V Poznani Kurzweil navázal kontakty rovněž s Orliczovými žáky: Jerzy Albrycht a Andrzej Alexiewicz. Získané kontakty v Polsku Kurzweil nevyužil pouze pro sebe, ale zprostředkoval je svým vrstevníkům. Během stáže v Polsku se také seznámil se svou budoucí manželkou Stefanií.
Po návratu byl od 1. ledna 1954 vědeckým pracovníkem Matematického ústavu ČSAV, kde v 1955 zakončil vědeckou aspiranturu a obhájil titul CSc. Krátce na to byl jmenován vedoucím oddělení obyčejných diferenciálních rovnic. Výzkum v této oblasti rozvíjel organizováním pravidelných čtvrtečních seminářů, na jejichž půdě se potkávali matematici z různých institucí. Kurzweilovi se tak v prostředí Československa podařilo vytvořit typ semináře, s kterým se seznámil v Moskvě na stáži v roce 1957: prostředí, v němž se pravidelně setkávají odborníci z různě vzdálených končin, aby řešili a diskutovali matematické problémy.
Do tohoto období spadá vznik nejznámější Kurzweilovy práce obsahující novou definici integrálu, celosvětově známého jako Henstockův-Kurzweilův integrál. Je známo, že Kurzweil ho definoval dříve (1957) a nezávisle na Ralphu Henstockovi (1963). Kurzweil společně se svým vrstevníkem Ivem Babuškou zorganizovali v roce 1962 první mezinárodní konferenci v Československu věnovanou diferenciálním rovnicím – EQUADIFF. Další konference se konaly střídavě v Bratislavě, Brně, Praze. V oblasti diferenciálních rovnic Kurzweil úzce spolupracoval s mladšími kolegy v ústavu: Zdeněk Vorel, Ivo Vrkoč, Jiří Jarník, Štefan Schwabik, Jan Kučera. Rozvíjel spolupráci také se slovenským matematikem Pavlem Brunovským (obhájil kandidátskou práci pod Kurzweilovým vedením) a polským matematikem Tadeuszem Ważewským, tvůrcem krakovské školy diferenciálních rovnic. V akademickém roce 1968/69 Kurzweil hostoval na Univerzitě Warwick v Coventry a pobýval v Anglii s celou rodinou. Rozhodl se vrátit do Československa, s ohledem na širší rodinu i ze zájmu o kolegy ze svého semináře. Do roku 1970 byl vedoucím redaktorem Časopisu pro pěstování matematiky (od roku 1956) a členem vědeckého kolegia matematiky ČSAV (1966–1970 místopředsedou). V roce 1968 byl jmenován členem korespondentem ČSAV, řádným členem na konci roku 1989. Prezídium Československé akademie věd ho k 1. únoru 1990 pověřilo vedením Matematického ústavu ČSAV, později Matematického ústavu AV ČR (do roku 1996).

## Ocenění
Jaroslav Kurzweil patří mezi zakládající členy Učené společnosti ČR. Roku 1997 obdržel Medaili Za zásluhy I. stupně. V roce 1999 mu byl udělen čestný doktorát Vysokým učením technickým v Brně. V roce 2001 mu byl Masarykovou univerzitou v Brně udělen čestný doktorát.[zdroj?] Roku 2006 obdržel prestižní české vědecké ocenění Česká hlava. V roce 2014 mu byl udělen čestný doktorát na Západočeské univerzitě.
V letech 1990–2000 zastával funkci předsedy Akreditační komise.